# Río Baleshwar
El río Baleshwar es un río de Bangladés. Este río confina al bosque de mangle más grande que existe en el mundo, en el delta de Sundarbans, localizado en la boca del río Ganges. El delta está catalogado como Patrimonio de la Humanidad de la Unesco.
- Datos: Q4850723